# Институт за повртарство
Институт за повртарство је истраживачко-развојни институт који врши истраживање и развој у биотехнологији. Институт је основан 1946. године у форми Подреонске огледне пољопривредне станице у Смедеревској Паланци, а 2019. године Одлуком Владе Републике Србије Институт је променио правну форму у установу са пословним именом „Институт за повртарство Смедеревска Паланка“.
Суштина Института је та да се на једном одређеном простору врши научноистраживачка делатност већ 60-так година. Због специфичности правног система мењане су правне форме у којима је Институт пословао. Институт није профитна организација, јер његов основни циљ представља вршење систематског стваралачког рада ради стицања нових знања. Овај рад обавља се у циљу подизања општег цивилизацијског нивоа друштва и коришћења тих знања у свим областима друштвеног развоја. Систематски стваралачки рад запослени у Институту остварују примењеним и развојним истраживањима која су усмерена ка задовољавању потреба непосредних корисника резултата истраживања, основним истраживањима као основом за примењена и развојна истраживања и оспособљавањем кадра за научноистраживачки рад. Научноистраживачким организацијама у Србији дата је слобода да се баве и другим пословима којима се комерцијализују резултати научног и истраживачког рада, али строго под условом да се тим пословима не угрожава квалитет научноистраживачког рада.
Институт је акредитован за обављање научноистраживачке делатности која је у Републици Србији проглашена за делатност од посебног значаја за свеукупни развој Републике Србије. Поступак акредитације се обнавља сваке четири године. Поступак акредитације води Министарство за науку и технолошки развој Републике Србије. Као организациона јединица Института за повртарство послује и Лабораторија за испитивање семена, акредитована од стране Акредитационог тела Србије за послове физичко-хемијских испитивања, биолошких испитивања и узорковања.

## Делатност
Поред истраживања и развоја у биотехнологији, Институт за повртарство из Смедеревске Паланке
обавља и следеће послове:
1. проучавање билогије, физиологије, агротехнике и екологије повртарских култура,
2. оплемењивање повртарског биља у циљу стварања нових и поправљања постојећих сорти и хибрида,
3. проучавање и проналажење решења за савремене системе гајења повртарских култура,
4. проучавање болести, штеточина и корова пољопривредног биља и семена, испитивање метода њиховог сузбијања и проучавање мера за спречавање, отклањање, сузбијање и искорењивање болести, штеточина и корова,
5. проучавање сушења и чувања поврћа,
6. прикупљање, проучавање и одржавање домаћих и интродукованих сорти и хибрида поврћа за потребе банке биљних гена,
7. производња и дорада семена повртарског биља,
8. трансфер и примена научнотехнолошких решења,
9. стручна и здравствена контрола производње семена повртарског биља.

## Производња
Институт за повртарство  Смедеревска Паланка производи и продаје семе сорти и хибрида повртарског биља, следећих повртарских врста: блитва, боранија, бундева, грашак, диња, карфиол, краставац, кукуруз шећерац, купус, лубеница, лук, мрква, паприка, парадајз, пасуљ, паштрнак, першун, плави патлиџан, празилук, ротква, ротквица, салата, спанаћ, тиквица, цвекла и целер.
Институт за повртарство је уписан у Регистар произвођача семена, расада, мицелија јестивих и лековитих биља и Регистар дорађивача семена.
Поред семена из конвенционалне производње Институт продаје и семе за органску производњу и то: сертификовано органско семе и семе из периода конверзије. За органску производњу такође су погодна семена из конвенционалне производње, али у случају њихове употребе потребно је упутити захтев Министарству пољопривреде, да би оно утврдило испуњеност услова: да семе није третирано (овај услов испуњава већина наших семена)и да таквог органског семена нема на тржишту.
Расад паприке, парадајза, купуса и краставца представља још један производ којим Институт снабдева тржиште.

## Организација научно-истраживачког рада
У Институту постоји Научно веће као стручни орган.
Организационе јединице Института за повртарство су:
1. Одељење за генетику и оплемењивање поврћа
2. Одељење за агротехнику и физиологију поврћа
3. Одељење за заштиту поврћа
4. Одељење за производњу семена
5. Лабораторија за испитивање семена
6. Одељење за дораду и паковање семена и
7. Одељење заједничких послова

## Историја
Инжењер Милан Шишковић је највише утицао на обликовање клице онога што већ 60-так година представља Институт за повртарство. Претпоследњег дана 1946. године Министарство пољопривреде Народне Републике Србије донело је Решење о оснивању рејонских огледних станица у Зајечару, Лесковцу и Приштини и подреонских огледних станица у Смедеревској Паланци, Крагујевцу и Прокупљу. Подреонска огледна станица у Смедеревској Паланци у то време била је део Топчидерског Института. Дипломирани инжењер пољопривреде Милан Шишковић у својим белешкама сведочи: 
„На огледним пољима Топчидерског института од 36 ha, која су била у Паланци, требало је поставити и водити бројне сортне огледе и размножавање елитног материјала иностраног порекла са свима житарицама, сунцокретом и сојом. Сортни огледи са пшеницом били су нарочито бројни јер се проверавао обиман материјал из Чехословачке, Пољске и СССР. На крају 1947. године, огледна поља Топчидерског Института пренета су на Станицу, а са њима и бројни сортно – конкурсни и агротехнички огледи из области ратарства. Најтеже је било када за првих 4 месеца 1947. године нисмо добили ни динара (требало је тек да се изгласа буџет). Одржавање поља, исплата радне снаге и сви најнужнији трошкови подмирени су личним задужењима у граду. Положај руководиоца био је врло деликатан и незавидан. Овоме треба додати чињеницу да осим једног стручњака – оснивача није било других. Онај мали број упослених људи није знао ништа из области истраживачке службе, а посебно повртарске. Требало је пре свега доћи до бар приучених кадрова. Зато смо се бацили на обуку њајмањег броја људи који би могли колико-толико помоћи. Огледни рад тражио је своје, а требало је се уједно борити против материјално безнадежног стања чије решење није било потпуно сигурно. Требало је имати смелости, а и вере у помоћ заједнице и у сопствене снаге.”
Дана 27. марта 1954. године Решењем бр. 86 Извршног Већа Народне Републике Србије огледна станица прераста у Завод за оплемењивање и семенарство поврћа, установу са самосталним финансирањем. У Заводу за оплемењивање и семенарство поврћа формира се 7 стручних одсека. Међу истраживачима се понајвише истичу Мирослав Поповић и Живојин Алексић. У Заводу је 13 кадрова са факултетским дипломама, лабораната има 14, земљишни фонд расте на 110 хектара од чега је 40 хектара под огледима. У то време водећа институција у области повртарства у држави постао је Завод за оплемењивање и семенарство из Смедеревске Паланке.
Дана 18. марта 1959. године Решењем Извршног Већа Народне скупштине Народне Републике Србије Завод прераста у Институт за повртарство. Земљишни фонд расте. Општина Улцињ у Црној Гори додељује Институту 132 хектара земљишта ради гајења поврћа. Инвестира се у инфраструктурне објекте. Запослено је 27 истраживача. Институт за повртарство шаље своје запослене на специјализацију у САД, Холандију, Француску, Бугарску и Италију, а у Институт долазе инжењери пољопривреде из иностранства на специјализацију. Одвија се динамична међународна размена кадрова. У организационом смислу Институт се трансформише у Привредну организацију. Чак и инострани извори почињу да финансирају научне пројекте који се изводе у Институту. Укупан број запослених нараста на преко 300, а Институт почиње да се суочава са првим практичним привредним изазовима. У периоду од 1970. године до 1979. године Институт прима у радни однос још 12 истраживача, који успешним резултатима магистарских и докторских студија подижу углед Института за повртарство.
Године 1991. Република Србија доноси одлуку да организације које обављају научноистраживачку делатност у пољопривреди интегрише у један централни Институт за истраживања у пољопривреди Србија. Међу посебним организационим јединицима, такозваним Центрима нашао се и Центар за повртарство. Центар у то време послује успешно, премда економија читаве државе пролази кроз турбулентан период. Центар за повртарство стагнира, али не назадује.
Године 2006. отпочела је нова етапа у развоју Института за повртарство. Управни одбор Института за истраживања у пољопривреди Србија донео је Одлуку о подели Института, чиме је Центар осамостаљен, а Влада Републике Србије Одлуком о оснивању Института за повртарство доо Смедеревска Паланка извршила је његово ново статусно уређење.
У Институту за повртарство током дугогодишњег рада створено је око 150 сорти и хибрида повртарског биља, а у научноистраживачким активностима Института за повртарство учествовало је 65 инжењера, магистара и доктора наука. Институт је најпознатији по сортама и хибридима паприке и парадајза који налазе своје место на тржишту, не само у Србији, већ и у Бугарској, Румунији, Украјини, Белорусији, Македонији, Хрватској и Албанији.